# ジョージ・ケリング
ジョージ・ケリング(George L. Kelling、1935年8月21日 - 2019年5月15日)は、アメリカ合衆国の犯罪学者である。ラトガース大学刑事司法校の名誉教授、マンハッタン政策研究所のシニアフェロー、ハーバード大学ケネディスクールの前フェローであり、また以前はノースイースタン大学で教鞭を取っていた。
ケリングはルーテル神学校に通って2年間神学を学んだが、学位は取らなかった。ノースフィールド (ミネソタ州)のセントオラフカレッジで哲学の学士号を取り、ウィスコンシン大学ミルウォーキー校でソーシャルワークの修士号、1973年にウィスコンシン大学マディソン校で社会福祉の博士号を取った。彼は当初、保育カウンセラーや保護司として勤めたが、後に学問の世界に転じた。多数の論文を書き、James Q. WilsonやCatherine Colesとともに割れ窓理論を発展させた。